# Bijniervereniging NVACP
De Bijniervereniging NVACP, voorheen de Bijniervereniging NVACP en de Nederlandse Vereniging voor Addison en Cushing Patiënten (NVACP), is een Nederlandse patiëntenorganisatie die de belangen van patiënten met bijnier-gerelateerde aandoeningen behartigt.
De vereniging heeft anno 2023 ongeveer 2.000 leden.

## Ontstaan, geschiedenis en naam
In 1988 is de Nederlandse Vereniging van Ziekte van AddisonPatiënten opgericht (NVAP). In 1995 is de naam veranderd in Nederlandse Vereniging voor Addison en Cushing Patiënten (NVACP) nadat ook de belangen van patiënten met het syndroom van Cushing behartigd werden. De belangenbehartiging is uitgebreid voor patiënten met het Adrenogenitaal syndroom (of hun ouders) en voor patiënten met andere bijnierschorsaandoeningen, zoals het syndroom van Conn. In 2012 is de naam wederom gewijzigd, ditmaal in Bijniervereniging NVACP om duidelijker te maken dat het om bijniergerelateerde aandoeningen gaat. De toevoeging NVACP is gehandhaafd omdat deze afkorting inmiddels een begrip was geworden. In 2024 is besloten de naam te veranderen in Bijniervereniging.

## Doelstelling van de vereniging
- Lotgenotencontact
- Uitwisselen van informatie
- Organiseren van themabijeenkomsten
- Voorlichting

## Gerelateerde onderwerpen
- Ziekte van Addison
- Syndroom van Cushing
- Bijnierschorsinsufficiëntie
- Adrenogenitaal syndroom
- Syndroom van Conn
- Feochromocytoom